# 彩世めい
彩世 めい（あやせ めい、1989年3月14日 - ）は、日本の元レースクイーン。
埼玉県出身、スリーライズ所属に所属していた。愛称は「メイメイ」。

## 来歴
- 2011年、当時同じ事務所の立花サキと共にアップガレージ「ドリフトエンジェルス」メンバーに就任。同年、SUPER GT「Pacific Fairies」メンバーとしてRQ活動を開始。
- 2012年には同事務所の中條明香、スタイルコーポレーション所属の渕脇レイナと共にSUPER GT「GAINER sucre」の一員として活動する傍ら、スーパー耐久「C-WEST GIRLS」としても活動。
- 2012年10月、同事務所の立花サキ、有馬綾香と共にユニット「REGINA」（現：REGIIIIINA!!）を結成するが、わずか5か月で脱退[2]。
- 2013年は、赤西あや（アサヒエンターテインメント所属）と共に「GT NET GIRL」としてスーパー耐久、SUPER GTの両カテゴリーでRQ活動をしていた。
- 2014年、RQ引退と同時にスリーライズを離れ、スタッフとして活動していくことを報告した[3]。

## 人物
- 高校時代はダンスドリル部に所属。世界大会で優勝した経験を持つ。
- 趣味はショッピング、料理。

## 出演

### テレビ
- TOKYO DRIFT GIRLS（テレビ東京、2011年2月 - 3月） - ドリフトエンジェルスの一員として

### イベント
- 東京オートサロン2012（幕張メッセ、2012年1月） - アップガレージブース
- 大阪オートメッセ2012（インテックス大阪、2012年2月） - C-WESTブース
- 東京オートサロン2013（幕張メッセ、2013年1月） - C-WESTブース[1]
- 平中克幸 NEW YEAR PARTY 2013（札幌ジャスマックプラザザナドゥ、2013年1月20日） - 渕脇レイナと共にゲスト出演[4]